# Olympische Winterspiele 1952/Teilnehmer (Deutschland)
| Gelbes Symbol für Goldmedaillen mit stilisierten Olympischen Ringen | Graues Symbol für Silbermedaillen mit stilisierten Olympischen Ringen | Braundes Symbol für Bronzemedaillen mit stilisierten Olympischen Ringen |
| ------------------------------------------------------------------- | --------------------------------------------------------------------- | ----------------------------------------------------------------------- |
| 3                                                                   | 2                                                                     | 2                                                                       |

Deutschland nahm an den VI. Olympischen Winterspielen 1952 in der norwegischen Hauptstadt Oslo mit 53 Athleten, zwölf Frauen und 41 Männern, in acht Sportarten teil.
Seit 1928 war es die vierte Teilnahme Deutschlands bei Olympischen Winterspielen. Es nahmen nur Sportler aus der Bundesrepublik Deutschland teil. Am 8. Februar 1952, als eine Konferenz zwischen den beiden NOK und IOC-Mitgliedern in Kopenhagen geplant war, ließen die DDR-Funktionäre die IOC-Mitglieder warten, was zur Nichtaufnahme der Gespräche führte.

## Flaggenträger
Der Langläufer Helmut Böck trug die Flagge der Bundesrepublik Deutschland während der Eröffnungsfeier im Bislett-Stadion.

## Medaillen
Mit drei gewonnenen Gold-, zwei Silber- und zwei Bronzemedaillen belegte das deutsche Team Platz 4 im Medaillenspiegel.

### Medaillenspiegel
| Rang   | Sportart     | Gold | Silber | Bronze | Gesamt |
| ------ | ------------ | ---- | ------ | ------ | ------ |
| 1      | Bob          | 2    | —      | —      | 2      |
| 2      | Eiskunstlauf | 1    | —      | —      | 1      |
| 3      | Ski Alpin    | —    | 2      | 2      | 4      |
| Gesamt | Gesamt       | 3    | 2      | 2      | 7      |

### Medaillengewinner
| Name/n                                                    | Sportart     | Wettkampf    |
| --------------------------------------------------------- | ------------ | ------------ |
| Gold                                                      |              |              |
| Andreas Ostler Lorenz Nieberl                             | Bobsport     | Zweierbob    |
| Andreas Ostler Friedrich Kuhn Lorenz Nieberl Franz Kemser | Bobsport     | Viererbob    |
| Ria Baran Paul Falk                                       | Eiskunstlauf | Paarlauf     |
| Silber                                                    |              |              |
| Annemarie Buchner                                         | Ski Alpin    | Abfahrt      |
| Ossi Reichert                                             | Ski Alpin    | Slalom       |
| Bronze                                                    |              |              |
| Annemarie Buchner                                         | Ski Alpin    | Slalom       |
| Annemarie Buchner                                         | Ski Alpin    | Riesenslalom |

## Teilnehmer nach Sportarten

### Bob
| Athleten                                                  | Wettbewerb | Lauf 1  | Lauf 1 | Lauf 2  | Lauf 2 | Lauf 3  | Lauf 3 | Lauf 4  | Lauf 4 | Gesamt  | Gesamt |
| Athleten                                                  | Wettbewerb | Zeit    | Rang   | Zeit    | Rang   | Zeit    | Rang   | Zeit    | Rang   | Zeit    | Rang   |
| --------------------------------------------------------- | ---------- | ------- | ------ | ------- | ------ | ------- | ------ | ------- | ------ | ------- | ------ |
| Männer                                                    |            |         |        |         |        |         |        |         |        |         |        |
| Andreas Ostler Lorenz Nieberl                             | Zweierbob  | 1:20,76 | 1      | 1:21,64 | 1      | 1:21,02 | 1      | 1:21,12 | 1      | 5:24,54 | Gold   |
| Theodor Kitt Friedrich Kuhn                               | Zweierbob  | 1:24,43 | 12     | 1:25,22 | 13     | 1:24,52 | 13     | 1:24,08 | 8      | 5:38,25 | 13     |
| Andreas Ostler Friedrich Kuhn Lorenz Nieberl Franz Kemser | Viererbob  | 1:16,86 | 1      | 1:17,57 | 1      | 1:16,55 | 1      | 1:16,86 | 1      | 5:07,84 | Gold   |

### Eishockey
| Wettbewerb  | Männer |
| ----------- | --- |
| Spieler     | Alfred Hoffmann Heinz Wackers Karl Bierschel Markus Egen Karl Enzler Georg Guggemos Engelbert Holderied Walter Kremershof Ludwig Kuhn Dieter Niess Hans Georg Pescher Fritz Poitsch Herbert Schibukat Xaver Unsinn Karl Wild |
| Spiele      | Kanada 1:15 Vereinigte Staaten 2:8 Tschechoslowakei 1:6 Schweden 3:7 Polen 4:4 Norwegen 6:2 Finnland 1:5 Schweiz 3:6 |
| Platzierung | 8. |

### Eiskunstlauf
| Athleten                 | Wettbewerbe | Kurzprogramm | Kür  | Gesamt  | Gesamt |
| Athleten                 | Wettbewerbe | Rang         | Rang | Punkte  | Rang   |
| ------------------------ | ----------- | ------------ | ---- | ------- | ------ |
| Frauen                   |             |              |      |         |        |
| Gundi Busch              | Einzel      | 10           | 6    | 146,289 | 8      |
| Erika Kraft              | Eistanz     | 9            | 10   | 143,767 | 10     |
| Helga Dudzinski          | Einzel      | 12           | 8    | 142,767 | 12     |
| Männer                   |             |              |      |         |        |
| Freimut Stein            | Einzel      | 8            | 8    | 155,956 | 8      |
| Mixed                    |             |              |      |         |        |
| Ria Baran Paul Falk      | Paarlauf    | –            | –    | 11,400  | Gold   |
| Inge Minor Hermann Braun | Paarlauf    | –            | –    | 9,089   | 8      |

### Eisschnelllauf
| Athleten    | Wettbewerbe | Zeit        | Rang |
| ----------- | ----------- | ----------- | ---- |
| Männer      |             |             |      |
| Theo Meding | 500 m       | 46,8 s      | 33   |
| Theo Meding | 5000 m      | 8:57,4 min  | 27   |
| Theo Meding | 10.000 m    | 18:24,4 min | 22   |

### Nordische Kombination
| Athleten     | Wettbewerb | Skispringen | Skispringen | Skispringen | Skispringen | Langlauf  | Langlauf | Langlauf | Gesamt  | Gesamt |
| Athleten     | Wettbewerb | 1. Weite    | 2. Weite    | 3. Weite    | Rang        | Zeit      | Punkte   | Rang     | Punkte  | Rang   |
| ------------ | ---------- | ----------- | ----------- | ----------- | ----------- | --------- | -------- | -------- | ------- | ------ |
| Männer       |            |             |             |             |             |           |          |          |         |        |
| Helmut Böck  | Einzel     | 57,5 m      | 54,5 m      | 58,5 m      | 22          | DNF       | DNF      | DNF      | DNF     | DNF    |
| Heinz Hauser | Einzel     | 60,0 m      | 59,0 m      | 62,0 m      | 14          | 1:13:30 h | 199,636  | 15       | 393,136 | 15     |

### Ski Alpin
| Athleten            | Wettbewerbe  | 1. Lauf    | 1. Lauf | 2. Lauf       | 2. Lauf       | Gesamt        | Gesamt |
| Athleten            | Wettbewerbe  | Zeit       | Rang    | Zeit          | Rang          | Zeit          | Rang   |
| ------------------- | ------------ | ---------- | ------- | ------------- | ------------- | ------------- | ------ |
| Frauen              |              |            |         |               |               |               |        |
| Annemarie Buchner   | Abfahrt      | –          | –       | –             | –             | 1:48,0 min    | Silber |
| Annemarie Buchner   | Riesenslalom | –          | –       | –             | –             | 2:10,0 min    | Bronze |
| Annemarie Buchner   | Slalom       | 1:07,6 min | 8       | 1:05,7 min    | 3             | 2:13,3 min    | Bronze |
| Lia Leismüller      | Abfahrt      | –          | –       | –             | –             | 2:37,6 min    | 35     |
| Ossi Reichert       | Riesenslalom | –          | –       | –             | –             | 2:13,2 min    | 8      |
| Ossi Reichert       | Slalom       | 1:06,0 min | 1       | 1:05,4 min    | 2             | 2:11,4        | Silber |
| Marianne Seltsam    | Riesenslalom | –          | –       | –             | –             | 2:14,1 min    | 10     |
| Marianne Seltsam    | Slalom       | 1:15,5 min | 29      | 1:50,3 min    | 37            | 3:05,8 min    | 35     |
| Hannelore Franke    | Abfahrt      | –          | –       | –             | –             | 1:53,8 min    | 10     |
| Hannelore Franke    | Slalom       | 1:20,7 min | 33      | 1:10,1 min    | 19            | 2:30,8 min    | 31     |
| Evi Lanig           | Abfahrt      | –          | –       | –             | –             | 1:53,0 min    | 9      |
| Evi Lanig           | Riesenslalom | –          | –       | –             | –             | 2:15,6 min    | 14     |
| Männer              |              |            |         |               |               |               |        |
| Willi Klein         | Abfahrt      | –          | –       | –             | –             | 2:42,8 min    | 16     |
| Willi Klein         | Riesenslalom | –          | –       | –             | –             | 2:46,2 min    | 32     |
| Willi Klein         | Slalom       | 1,04,2 min | 20      | 1,04,7 min    | 17            | 2,08,9 min    | 16     |
| Benedikt Obermüller | Abfahrt      | –          | –       | –             | –             | 2:42,9 min    | 17     |
| Benedikt Obermüller | Riesenslalom | –          | –       | –             | –             | 2:41,4 min    | 28     |
| Benedikt Obermüller | Slalom       | 1,04,1 min | 19      | 1,03,4 min    | 12            | 2,07,5 min    | 13     |
| Josef Schwaiger     | Abfahrt      | –          | –       | –             | –             | 2:55,5 min    | 38     |
| Josef Schwaiger     | Riesenslalom | –          | –       | –             | –             | 2:35,4 min    | 17     |
| Josef Schwaiger     | Slalom       | 1:13,7 min | 53      | ausgeschieden | ausgeschieden | ausgeschieden | 53     |
| Josef Erben         | Abfahrt      | –          | –       | –             | –             | DNF           | DNF    |
| Josef Erben         | Riesenslalom | –          | –       | –             | –             | 2:55,0 min    | 47     |
| Heinrich Bierling   | Slalom       | 1:09,9 min | 44      | ausgeschieden | ausgeschieden | ausgeschieden | 44     |

### Skilanglauf
| Athleten                                          | Wettbewerbe       | Zeit      | Rang |
| ------------------------------------------------- | ----------------- | --------- | ---- |
| Frauen                                            |                   |           |      |
| Hanni Gehring                                     | 10 km             | 50:39 min | 13   |
| Männer                                            |                   |           |      |
| Heinz Hauser                                      | 18 km             | 1:13:30 h | 54   |
| Alois Harrer                                      | 18 km             | 1:14:23 h | 59   |
| Rudolf Kopp                                       | 18 km             | 1:15:53 h | 64   |
| Albert Mohr                                       | 18 km             | 1:16:32 h | 26   |
| Helmut Böck                                       | 18 km             | DNF       | DNF  |
| Hubert Egger                                      | 18 km             | DNF       | DNF  |
| Juku Pent                                         | 50 km             | 4:30:56 h | 26   |
| Karl Schüßler                                     | 50 km             | DNF       | DNF  |
| Hubert Egger Albert Mohr Heinz Hauser Rudolf Kopp | 4 × 10 km Staffel | 2:36:37 h | 7    |

### Skispringen
| Athleten       | Wettbewerb    | 1. Durchgang | 1. Durchgang | 1. Durchgang | 2. Durchgang | 2. Durchgang | 2. Durchgang | Gesamt | Gesamt |
| Athleten       | Wettbewerb    | Weite        | Punkte       | Rang         | Weite        | Punkte       | Rang         | Punkte | Rang   |
| -------------- | ------------- | ------------ | ------------ | ------------ | ------------ | ------------ | ------------ | ------ | ------ |
| Männer         |               |              |              |              |              |              |              |        |        |
| Toni Brutscher | Normalschanze | 66,5 m       | 111,0        | 3            | 62,5 m       | 105,5        | 7            | 216,5  | 4      |
| Franz Dengg    | Normalschanze | 60,0 m       | 96,5         | 24           | 56,5 m       | 91,0         | 35           | 187,5  | 31     |
| Sepp Kleisl    | Normalschanze | 66,5 m       | 108,0        | 8            | 62,5 m       | 100,0        | 17           | 208,0  | 10     |
| Sepp Weiler    | Normalschanze | 67,0 m       | 108,0        | 8            | 63,0 m       | 105,0        | 8            | 213,0  | 8      |